# ویلیام والاس کمبل
 ویلیام والاس کمبل (انگلیسی: William Wallace Campbell؛ ۱۱ آوریل ۱۸۶۲ – ۱۴ ژوئن ۱۹۳۸) یک ستاره‌شناس اهل ایالات متحده آمریکا بود.